# Victim of Love (album)
Pour les articles homonymes, voir Victim of Love.
Albums de Elton John
The Thom Bell Sessions
(1979) 21 at 33
(1980)
Singles
1. Victim of Love
Sortie : septembre 1979
2. Johnny B. Goode
Sortie : décembre 1979

Victim of Love est le treizième album studio d'Elton John, sorti 1979. Pour la première et dernière fois de sa carrière, Elton ne fait que chanter sur un de ces propres albums, il laisse le soin aux deux claviéristes Thor Baldursson et Roy Davies, le soin de jouer les claviers, incluant le piano. 

## Historique
Après une série d'albums pop rock, Elton John change de registre musical pour cet album aux sonorités disco, genre populaire en cette fin des années 1970. Contrairement au reste de sa carrière, Elton John n'officie ici qu'en tant que chanteur, les chansons sont majoritairement écrites par Pete Bellotte, vieille connaissance de John et auteur de titres pour Donna Summer. C'est l'un de ses rares albums, avec A Single Man (1978), sans aucun texte du parolier Bernie Taupin.
Elton John ne fait que très peu de promotion pour la sortie de cet album. Il ne fait pas de tournée pour sa sortie et ne joue aucun des morceaux de l'album lors de ses concerts suivants. C'est le seul album de sa discographique dont aucun titre n'est repris sur scène.

## Accueil
Mais dès sa sortie dans les bacs, Victim of Love rencontre un mauvais accueil critique et commercial, atteignant comme meilleure place, la 41e position dans les charts britanniques.
En 2015, Matt Springer de Ultimate Classic Rock réalise un classement des albums d'Elton John et classe Victim of Love à la 32e et dernière place en précisant « This is an album that opens with a disco cover of "Johnny B. Goode." What else needs to be said? » (« C'est un album qui s'ouvre sur une reprise disco de Johnny B. Goode. Qu'y a-t-il de plus à dire ? »).

## Liste des titres
Face 1
1. Johnny B. Goode (Chuck Berry) – 8:06
2. Warm Love in a Cold World (Pete Bellotte, Stefan Wisnet, Gunther Moll) – 4:30 (3:22 sur les premiers pressages, lié a un découpage différent : la dernière partie du morceau est intégrée au morceau suivant)
3. Born Bad (Bellotte, Geoff Bastow) – 5:16 (6:20 sur les premiers pressages. Lié à l'incorporation de la dernière partie du morceau précédent)

Face 2
1. Spotlight (Bellotte, Wisnet, Moll) – 4:24
2. Street Boogie (Bellotte, Wisnet, Moll) – 3:56
3. Victim of Love (Bellotte, Sylvester Levay, Jerry Rix) – 4:52 (5:02 sur les premiers pressages, lié a un fondue en fermeture plus long)

## Personnel
- Elton John – chant, chœurs
- Thor Baldursson – claviers, arrangements
- Roy Davies – claviers
- Craig Snyder – guitare solo
- Steve Lukather – guitare solo sur "Warm Love in a Cold World"
- Tim Cansfield – guitare rythmique
- Marcus Miller – basse
- Keith Forsey – batterie
- Paulinho da Costa – percussions
- Lenny Pickett – saxophone sur "Johnny B. Goode"
- Michael McDonald – chœurs sur "Victim of Love"
- Patrick Simmons – chœurs sur "Victim of Love"
- Stephanie Spruill – chœurs
- Julia Tillman Waters – chœurs
- Maxine Willard Waters – chœurs

## Classements
| Pays et classements (1979)    | Meilleure position |
| ----------------------------- | ------------------ |
| Australie (Kent Music Report) | 20                 |
| Canada (RPM100 Albums)        | 28                 |
| Nouvelle-Zélande (RIANZ)      | 44                 |
| Norvège (VG-lista)            | 18                 |
| Royaume-Uni (UK Albums Chart) | 41                 |
| États-Unis Billboard 200      | 35                 |